# Éliminatoires du Championnat d'Europe de football 2008
Pour un article plus général, voir Championnat d'Europe de football 2008.
Navigation
Éliminatoires Euro 2004 Éliminatoires Euro 2012
Les éliminatoires du championnat d'Europe de football 2008 se sont déroulés du 16 août 2006 au 21 novembre 2007. Ce tournoi qualificatif a permis de sélectionner parmi 50 sélections nationales faisant partie de l'UEFA ,14 des 16 participants à la phase finale de l'Euro 2008 (la Suisse et l'Autriche, pays co-organisateurs étant qualifiés d'office).
Les équipes sont réparties en 7 groupes où chaque équipe affronte les autres équipes du même groupe en matchs aller-retour. À l'issue de la dernière journée, les deux premiers de chaque groupe sont qualifiés pour la phase finale de l'Euro 2008 se déroulant du 7 juin au 29 juin 2008.

## Tirage au sort
52 fédérations membres de l’UEFA sont inscrites pour le championnat d'Europe. Deux d'entre elles sont qualifiées d’office (pays organisateurs), les 50 autres fédérations sont réparties avant le tirage au sort dans des pots en fonction du classement obtenu lors des précédentes compétitions internationales de l’UEFA et de la FIFA : la coupe du monde FIFA 2006 et l’Euro 2004.
Le total des points remportés lors des qualifications de ces deux compétitions est divisé par le nombre de rencontres disputées. Ce quotient permet de déterminer le classement des fédérations (toutefois, le coefficient d’une fédération qui s’était qualifiée directement pour l’une des phases finales de ces compétitions est calculé uniquement à partir des résultats obtenus par celle-ci lors de son tour de qualification le plus récent, sans tenir compte des résultats des phases finales à laquelle seule une minorité d’équipe a pu participer). Si deux fédérations ou plus obtiennent le même coefficient, elles sont départagées selon les critères suivants, dans l’ordre : le coefficient des matches disputés lors du tour de qualification le plus récent, la différence de buts, la moyenne de buts marqués, la moyenne de buts marqués à l’extérieur, un tirage au sort.
Ce classement permet de répartir les 50 fédérations en 7 pots. Le tirage au sort pour l’Euro détermine la composition des groupes éliminatoires (A à G) en tirant une équipe de chaque pot. Ainsi, les 7 têtes de série (autres que les fédérations organisatrices) ne peuvent se rencontrer lors des éliminatoires. Chaque groupe contient 7 équipes, sauf un qui reçoit la dernière équipe restant dans le dernier pot (le groupe A comprend huit équipes). Ce format de répartition permet d'équilibrer les forces dans les groupes et de préserver ainsi les meilleures équipes (chaque groupe contient deux têtes de série), qui ont toutes les chances de se qualifier en phase finale.
| Pot 1                                                                                        | Pot 2                                                                                             | Pot 3 | Pot 4 |
| -------------------------------------------------------------------------------------------- | ------------------------------------------------------------------------------------------------- | --- | --- |
| 01. Angleterre 02. France 03. Grèce 04. Pays-Bas 05. Portugal 06. Tchéquie 07. Suède         | 08. Allemagne 09. Croatie 10. Espagne 11. Italie 12. Pologne 13. Roumanie 14. Turquie             | 15. Bulgarie 16. Danemark 17. Norvège 18. Russie 19. Serbie 20. Slovaquie 21. Ukraine                                | 22. Belgique 23. Bosnie-Herzégovine 24. Écosse 25. République d'Irlande 26. Israël 27. Lettonie 28. Slovénie |
| Pot 5                                                                                        | Pot 6                                                                                             | Pot 7 | |
| 29. Albanie 30. Estonie 31. Finlande 32. Hongrie 33. Islande 34. Lituanie 35. Pays de Galles | 36. Arménie 37. Biélorussie 38. Chypre 39. Géorgie 40. Macédoine 41. Moldavie 42. Irlande du Nord | 43. Andorre 44. Azerbaïdjan 45. Îles Féroé 46. Kazakhstan 47. Liechtenstein 48. Luxembourg 49. Malte 50. Saint-Marin | |

### Composition des groupes à l'issue du tirage
La répartition des groupes est présentée dans l’ordre des pots du tirage au sort, chaque groupe étant tiré complètement sauf le groupe A qui reçoit la dernière équipe du dernier pot. Voir ci-dessous pour le détail des résultats des groupes éliminatoires. Les deux premières équipes présentées dans chaque groupe figurent dans les 14 têtes de série.
Dans chaque groupe toutes les équipes se rencontrent en matchs aller-retour. Le deux premiers de chaque groupe sont qualifiés pour la phase finale.
| Pot | Groupe A    | Groupe B        | Groupe C           | Groupe D             |
| --- | ----------- | --------------- | ------------------ | -------------------- |
| 1   | Portugal    | France          | Grèce              | Tchéquie             |
| 2   | Pologne     | Italie          | Turquie            | Allemagne            |
| 3   | Serbie      | Ukraine         | Norvège            | Slovaquie            |
| 4   | Belgique    | Écosse          | Bosnie-Herzégovine | République d'Irlande |
| 5   | Finlande    | Lituanie        | Hongrie            | Pays de Galles       |
| 6   | Arménie     | Géorgie         | Moldavie           | Chypre               |
| 7   | Kazakhstan  | Îles Féroé      | Malte              | Saint-Marin          |
| 8   | Azerbaïdjan |                 |                    |                      |
| Pot | Groupe E    | Groupe F        | Groupe G           |                      |
| 1   | Angleterre  | Suède           | Pays-Bas           |                      |
| 2   | Croatie     | Espagne         | Roumanie           |                      |
| 3   | Russie      | Danemark        | Bulgarie           |                      |
| 4   | Israël      | Lettonie        | Slovénie           |                      |
| 5   | Estonie     | Islande         | Albanie            |                      |
| 6   | Macédoine   | Irlande du Nord | Biélorussie        |                      |
| 7   | Andorre     | Liechtenstein   | Luxembourg         |                      |

## Groupe A
| Rang | Équipe      | Pts | J  | G | N | P | Bp | Bc | Diff |  | Résultats (▼ dom., ► ext.) |     |     |     |     |     |     |     |     |
| ---- | ----------- | --- | -- | - | - | - | -- | -- | ---- |  | -------------------------- | --- | --- | --- | --- | --- | --- | --- | --- |
| 1    | Pologne     | 28  | 14 | 8 | 4 | 2 | 24 | 12 | +12  |  | Pologne                    |     | 2-1 | 1-1 | 1-3 | 2-0 | 3-1 | 1-0 | 5-0 |
| 2    | Portugal    | 27  | 14 | 7 | 6 | 1 | 24 | 10 | +14  |  | Portugal                   | 2-2 |     | 1-1 | 0-0 | 4-0 | 3-0 | 1-0 | 3-0 |
| 3    | Serbie      | 24  | 14 | 6 | 6 | 2 | 22 | 11 | +11  |  | Serbie                     | 2-2 | 1-1 |     | 0-0 | 1-0 | 1-0 | 3-0 | 1-0 |
| 4    | Finlande    | 24  | 14 | 6 | 6 | 2 | 13 | 7  | +6   |  | Finlande                   | 0-0 | 1-1 | 0-2 |     | 2-0 | 2-1 | 1-0 | 2-1 |
| 5    | Belgique    | 18  | 14 | 5 | 3 | 6 | 14 | 16 | -2   |  | Belgique                   | 0-1 | 1-2 | 3-2 | 0-0 |     | 0-0 | 3-0 | 3-0 |
| 6    | Kazakhstan  | 10  | 14 | 2 | 4 | 8 | 11 | 21 | -10  |  | Kazakhstan                 | 0-1 | 1-2 | 2-1 | 0-2 | 2-2 |     | 1-2 | 1-1 |
| 7    | Arménie     | 9   | 12 | 2 | 3 | 7 | 4  | 13 | -9   |  | Arménie                    | 1-0 | 1-1 | 0-0 | 0-0 | 0-1 | 0-1 |     | ANN |
| 8    | Azerbaïdjan | 5   | 12 | 1 | 2 | 9 | 6  | 28 | -22  |  | Azerbaïdjan                | 1-3 | 0-2 | 1-6 | 1-0 | 0-1 | 1-1 | ANN |     |

## Groupe B
| Rang | Équipe     | Pts | J  | G | N | P  | Bp | Bc | Diff |  | Résultats (▼ dom., ► ext.) |     |     |     |     |     |     |     |
| ---- | ---------- | --- | -- | - | - | -- | -- | -- | ---- |  | -------------------------- | --- | --- | --- | --- | --- | --- | --- |
| 1    | Italie     | 29  | 12 | 9 | 2 | 1  | 22 | 9  | +13  |  | Italie                     |     | 0-0 | 2-0 | 2-0 | 1-1 | 2-0 | 3-1 |
| 2    | France     | 26  | 12 | 8 | 2 | 2  | 25 | 5  | +20  |  | France                     | 3-1 |     | 0-1 | 2-0 | 2-0 | 1-0 | 5-0 |
| 3    | Écosse     | 24  | 12 | 8 | 0 | 4  | 21 | 12 | +9   |  | Écosse                     | 1-2 | 1-0 |     | 3-1 | 3-1 | 2-1 | 6-0 |
| 4    | Ukraine    | 17  | 12 | 5 | 2 | 5  | 18 | 16 | +2   |  | Ukraine                    | 1-2 | 2-2 | 2-0 |     | 1-0 | 3-2 | 5-0 |
| 5    | Lituanie   | 16  | 12 | 5 | 1 | 6  | 11 | 13 | -2   |  | Lituanie                   | 0-2 | 0-1 | 1-2 | 2-0 |     | 1-0 | 2-1 |
| 6    | Géorgie    | 10  | 12 | 3 | 1 | 8  | 16 | 19 | -3   |  | Géorgie                    | 1-3 | 0-3 | 2-0 | 1-1 | 0-2 |     | 3-1 |
| 7    | Îles Féroé | 0   | 12 | 0 | 0 | 12 | 4  | 43 | -39  |  | Îles Féroé                 | 1-2 | 0-6 | 0-2 | 0-2 | 0-1 | 0-6 |     |

## Groupe C
| Rang | Équipe             | Pts | J  | G  | N | P | Bp | Bc | Diff |  | Résultats (▼ dom., ► ext.) |     |     |     |     |     |     |     |
| ---- | ------------------ | --- | -- | -- | - | - | -- | -- | ---- |  | -------------------------- | --- | --- | --- | --- | --- | --- | --- |
| 1    | Grèce              | 31  | 12 | 10 | 1 | 1 | 25 | 10 | +15  |  | Grèce                      |     | 1-4 | 1-0 | 3-2 | 2-1 | 2-0 | 5-0 |
| 2    | Turquie            | 24  | 12 | 7  | 3 | 2 | 25 | 11 | +14  |  | Turquie                    | 0-1 |     | 2-2 | 1-0 | 5-0 | 3-0 | 2-0 |
| 3    | Norvège            | 23  | 12 | 7  | 2 | 3 | 27 | 11 | +16  |  | Norvège                    | 2-2 | 1-2 |     | 1-2 | 2-0 | 4-0 | 4-0 |
| 4    | Bosnie-Herzégovine | 13  | 12 | 4  | 1 | 7 | 16 | 22 | -6   |  | Bosnie-Herzégovine         | 0-4 | 3-2 | 0-2 |     | 0-1 | 1-3 | 1-0 |
| 5    | Moldavie           | 12  | 12 | 3  | 3 | 6 | 12 | 19 | -7   |  | Moldavie                   | 0-1 | 1-1 | 0-1 | 2-2 |     | 3-0 | 1-1 |
| 6    | Hongrie            | 12  | 12 | 4  | 0 | 8 | 11 | 22 | -11  |  | Hongrie                    | 1-2 | 0-1 | 1-4 | 1-0 | 2-0 |     | 2-0 |
| 7    | Malte              | 5   | 12 | 1  | 2 | 9 | 10 | 31 | -21  |  | Malte                      | 0-1 | 2-2 | 1-4 | 2-5 | 2-3 | 2-1 |     |

## Groupe D
| Rang | Équipe               | Pts | J  | G | N | P  | Bp | Bc | Diff |  | Résultats (▼ dom., ► ext.) |     |      |     |     |     |     |     |
| ---- | -------------------- | --- | -- | - | - | -- | -- | -- | ---- |  | -------------------------- | --- | ---- | --- | --- | --- | --- | --- |
| 1    | Tchéquie             | 29  | 12 | 9 | 2 | 1  | 27 | 5  | +22  |  | Tchéquie                   |     | 1-2  | 1-0 | 3-1 | 2-1 | 1-0 | 7-0 |
| 2    | Allemagne            | 27  | 12 | 8 | 3 | 1  | 35 | 7  | +28  |  | Allemagne                  | 0-3 |      | 1-0 | 2-1 | 0-0 | 4-0 | 6-0 |
| 3    | République d'Irlande | 17  | 12 | 4 | 5 | 3  | 17 | 14 | +3   |  | République d'Irlande       | 1-1 | 0-0  |     | 1-0 | 1-0 | 1-1 | 5-0 |
| 4    | Slovaquie            | 16  | 12 | 5 | 1 | 6  | 33 | 23 | +10  |  | Slovaquie                  | 0-3 | 1-4  | 2-2 |     | 2-5 | 6-1 | 7-0 |
| 5    | Pays de Galles       | 15  | 12 | 4 | 3 | 5  | 18 | 19 | -1   |  | Pays de Galles             | 0-0 | 0-2  | 2-2 | 1-5 |     | 3-1 | 3-0 |
| 6    | Chypre               | 14  | 12 | 4 | 2 | 6  | 17 | 24 | -7   |  | Chypre                     | 0-2 | 1-1  | 5-2 | 1-3 | 3-1 |     | 3-0 |
| 7    | Saint-Marin          | 0   | 12 | 0 | 0 | 12 | 2  | 57 | -55  |  | Saint-Marin                | 0-3 | 0-13 | 1-2 | 0-5 | 1-2 | 0-1 |     |

## Groupe E
C’est le seul groupe où une tête de série, l'Angleterre, a été éliminée.
| Rang | Équipe     | Pts | J  | G | N | P  | Bp | Bc | Diff |  | Résultats (▼ dom., ► ext.) |     |     |     |     |     |     |     |
| ---- | ---------- | --- | -- | - | - | -- | -- | -- | ---- |  | -------------------------- | --- | --- | --- | --- | --- | --- | --- |
| 1    | Croatie    | 29  | 12 | 9 | 2 | 1  | 28 | 8  | +20  |  | Croatie                    |     | 0-0 | 2-0 | 1-0 | 2-1 | 2-0 | 7-0 |
| 2    | Russie     | 24  | 12 | 7 | 3 | 2  | 18 | 7  | +11  |  | Russie                     | 0-0 |     | 2-1 | 1-1 | 3-0 | 2-0 | 4-0 |
| 3    | Angleterre | 23  | 12 | 7 | 2 | 3  | 24 | 7  | +17  |  | Angleterre                 | 2-3 | 3-0 |     | 3-0 | 0-0 | 3-0 | 5-0 |
| 4    | Israël     | 23  | 12 | 7 | 2 | 3  | 20 | 12 | +8   |  | Israël                     | 3-4 | 2-1 | 0-0 |     | 1-0 | 4-0 | 4-1 |
| 5    | Macédoine  | 14  | 12 | 4 | 2 | 6  | 12 | 12 | 0    |  | Macédoine                  | 2-0 | 0-2 | 0-1 | 1-2 |     | 1-1 | 3-0 |
| 6    | Estonie    | 7   | 12 | 2 | 1 | 9  | 5  | 21 | -16  |  | Estonie                    | 0-1 | 0-2 | 0-3 | 0-1 | 0-1 |     | 2-1 |
| 7    | Andorre    | 0   | 12 | 0 | 0 | 12 | 2  | 42 | -40  |  | Andorre                    | 0-6 | 0-1 | 0-3 | 0-2 | 0-3 | 0-2 |     |

## Groupe F
| Rang | Équipe          | Pts | J  | G | N | P | Bp | Bc | Diff |  | Résultats (▼ dom., ► ext.) |     |     | Drapeau de l'Irlande du Nord (drapeau du Royaume-Uni) |     |     |     |     |
| ---- | --------------- | --- | -- | - | - | - | -- | -- | ---- |  | -------------------------- | --- | --- | ----------------------------------------------------- | --- | --- | --- | --- |
| 1    | Espagne         | 28  | 12 | 9 | 1 | 2 | 23 | 8  | +15  |  | Espagne                    |     | 3-0 | 1-0                                                   | 2-1 | 2-0 | 1-0 | 4-0 |
| 2    | Suède           | 26  | 12 | 8 | 2 | 2 | 23 | 9  | +14  |  | Suède                      | 2-0 |     | 1-1                                                   | 0-0 | 2-1 | 5-0 | 3-1 |
| 3    | Irlande du Nord | 20  | 12 | 6 | 2 | 4 | 17 | 14 | +3   |  | Irlande du Nord            | 3-2 | 2-1 |                                                       | 2-1 | 1-0 | 0-3 | 3-1 |
| 4    | Danemark        | 20  | 12 | 6 | 2 | 4 | 21 | 11 | +10  |  | Danemark                   | 1-3 | 0-3 | 0-0                                                   |     | 3-1 | 3-0 | 4-0 |
| 5    | Lettonie        | 12  | 12 | 4 | 0 | 8 | 15 | 17 | -2   |  | Lettonie                   | 0-2 | 0-1 | 1-0                                                   | 0-2 |     | 4-0 | 4-1 |
| 6    | Islande         | 8   | 12 | 2 | 2 | 8 | 10 | 27 | -17  |  | Islande                    | 1-1 | 1-2 | 2-1                                                   | 0-2 | 2-4 |     | 1-1 |
| 7    | Liechtenstein   | 7   | 12 | 2 | 1 | 9 | 9  | 32 | -23  |  | Liechtenstein              | 0-2 | 0-3 | 1-4                                                   | 0-4 | 1-0 | 3-0 |     |

## Groupe G
| Rang | Équipe      | Pts | J  | G | N | P  | Bp | Bc | Diff |  | Résultats (▼ dom., ► ext.) |     |     |     |     |     |     |     |
| ---- | ----------- | --- | -- | - | - | -- | -- | -- | ---- |  | -------------------------- | --- | --- | --- | --- | --- | --- | --- |
| 1    | Roumanie    | 29  | 12 | 9 | 2 | 1  | 26 | 7  | +19  |  | Roumanie                   |     | 1-0 | 2-2 | 3-1 | 6-1 | 2-0 | 3-0 |
| 2    | Pays-Bas    | 26  | 12 | 8 | 2 | 2  | 15 | 5  | +10  |  | Pays-Bas                   | 0-0 |     | 2-0 | 3-0 | 2-1 | 2-0 | 1-0 |
| 3    | Bulgarie    | 25  | 12 | 7 | 4 | 1  | 18 | 7  | +11  |  | Bulgarie                   | 1-0 | 1-1 |     | 2-1 | 0-0 | 3-0 | 3-0 |
| 4    | Biélorussie | 13  | 12 | 4 | 1 | 7  | 17 | 23 | -6   |  | Biélorussie                | 1-3 | 2-1 | 0-1 |     | 2-2 | 4-2 | 0-1 |
| 5    | Albanie     | 11  | 12 | 2 | 5 | 5  | 12 | 18 | -6   |  | Albanie                    | 0-2 | 0-1 | 1-1 | 2-4 |     | 0-0 | 2-0 |
| 6    | Slovénie    | 11  | 12 | 3 | 2 | 7  | 9  | 16 | -7   |  | Slovénie                   | 1-2 | 0-1 | 0-2 | 1-0 | 0-0 |     | 2-0 |
| 7    | Luxembourg  | 3   | 12 | 1 | 0 | 11 | 2  | 23 | -21  |  | Luxembourg                 | 0-2 | 0-1 | 0-1 | 1-2 | 0-3 | 0-2 |     |

## Meilleurs buteurs
| 13 buts - David Healy 9 buts - Eduardo Alves da Silva - Euzebiusz Smolarek 8 buts - Cristiano Ronaldo 7 buts - Lukas Podolski - David Villa - Nikola Žigić | 6 buts - Martin Petrov - Mladen Petrić - Thierry Henry - Roberto Colautti - Adrian Mutu - Marek Mintál |

## Sources
- (fr) Site officiel de l'UEFA, section Euro
- (fr) Site officiel de l'UEFA, Calendrier